# Малея
Нос Малея (на гръцки: Μαλεία) е географски нос и полуостров в най-югоизточната част от Пелопонес в Гърция. Той е втората най-южна точка на Континентална Гърция. В историята е известен с най-големия фар в Средиземноморието.
В древността е бил част от оживен морски път, който е сред основните маршрути за преминаване от Североизточното Средиземноморие на запад. Времето в района е било прочуто със своята изменчивост. Най-известният случай е с Одисей - митологичния цар на Итака. Омир го описва в своята „Одисея“ как на връщане към Итака, минавайки покрай нос Малея, Одисей е отнесен от буря, поради която загубва около 10 години от живота си.
Малея се споменава и „Елена“ на Еврипид, както и в книга V от „Енеида“ на Вергилий, който разказва за бурята, настигнала троянците при влизането в Йонийско море, при Малея. Има легенда, че самият Менелай е отнесен на запад при буря при нос Малея и това е началото на седемгодишните му скитания.
На нос Малея има манастир, за който се казва, че е построен от моряшки вдовици, идвали тук по тесните пътеки, за да молят Бог да им върне мъжете.
Нос Малея се намира в префектура Лакония в област Пелопонес. Неаполи е най-големият град на края на полуострова.